# Ventalon en Cévennes
Ventalon en Cévennes (okzitanisch Ventalon de Cevena) ist eine französische Gemeinde mit 258 Einwohnern (Stand: 1. Januar 2022) im Département Lozère in der Region Okzitanien.

## Gliederung
| Ortsteil                                   | ehemaliger INSEE-Code | Fläche (km²) | Einwohnerzahl zum 1. Januar 2022 |
| ------------------------------------------ | --------------------- | ------------ | -------------------------------- |
| Saint-Frézal-de-Ventalon (Verwaltungssitz) | 48152                 | 16,89        | 167                              |
| Saint-Andéol-de-Clerguemort                | 48134                 | 06,86        | 091                              |

## Lage
Die Berggemeinde Ventalon en Cévennes liegt in ca. 500 bis 650 m Höhe ü. d. M. Die Kleinstadt Florac befindet sich knapp 40 km (Fahrtstrecke) westlich. Die aus mehreren Weilern bestehenden Gemeinde ist Teil des Nationalparks Cevennen.

## Geschichte
Die Region wurde wahrscheinlich bereits in der Jungsteinzeit von Jägern und Sammlern durchstreift und vielleicht auch schon von Hirten besucht.
In der Zeit der Herrschaft Ludwigs XIV. (um 1700) war die Gegend Ziel von drastischen Strafmaßnahmen (Dragonaden) gegen die Hugenotten.
Sie entstand mit Wirkung vom 1. Januar 2016 als Commune nouvelle aus dem Zusammenschluss von Saint-Frézal-de-Ventalon mit der Nachbargemeinde Saint-Andéol-de-Clerguemort, die seither den Status einer Commune déléguée in der neuen Gemeinde ausüben.

## Wirtschaft
Die Bewohner von Ventalon en Cévennes lebten jahrhundertelang als Selbstversorger von der Landwirtschaft: In den Tallagen wurde in geringem Umfang Getreide angebaut, wohingegen die höhergelegenen Regionen als Viehweiden dienten. Hier wurde Schafskäse (Pélardon) produziert, aber auch Edelkastanien und Walnüsse dienten der Ernährung.
Im 20. Jahrhundert wurden die ehemaligen Wege zu Straßen ausgebaut, was die Abwanderung der Bevölkerung verstärkte.
Seit den 1970er und 1980er Jahren ist der Tourismus, insbesondere die Vermietung von Ferienwohnungen (gîtes), eine bedeutende Rolle im Wirtschaftsleben.

## Sehenswürdigkeiten
Saint-Frézal-de-Ventalon
- Der außerhalb des Ortes auf einem von Wald umgebenen Grundstück liegende ehemalige Gutshof Mas du Viala Ponsonnenc wurde erstmals im 13. Jahrhundert erwähnt; die heutigen Gebäude stammen jedoch erst aus dem 17. Jahrhundert. Der Gebäudekomplex wurde zu einem Hotel umgebaut und befindet sich in Privatbesitz; er wurde im Jahr 2007 als Monument historique anerkannt.[2]

Saint-Andéol-de-Clerguemort
- Die katholische Pfarrkirche aus dem 15. Jahrhundert und das – ausnahmsweise auf rundem Grundriss erbaute – protestantische Gotteshaus (temple) aus dem Jahr 1837 stehen in verschiedenen Weilern.